# John Lyons
John Lyons (Stretford, Lancashire, 23 de mayo de 1932-12 de marzo de 2020) fue un lingüista británico, famoso por su trabajo en el campo de la semántica. 

## Biografía
Estudió en el St Bede's College en Mánchester, y en el Christ's College en Cambridge, donde también trabajó de 1961 a 1964. De 1964 a 1984 fue profesor de lingüística de las universidades de Edinburgh y Sussex. En 1987 fue nombrado caballero por sus contribuciones al campo de la lingüística. Durante 15 años trabajó como decano del Trinity Hall, en Cambridge, antes de retirarse en el 2000 y convertirse en miembro honorario de esta universidad.  Falleció el 12 de marzo de 2020.

## Publicaciones
- Structural Semantics (1963)
- Introduction to Theoretical Linguistics (1968)
- Chomsky (1970)
- Semantics (1977)
- Language and Linguistics (1981)
- Language, Meaning and Context (1981)
- Natural Language and Universal Grammar (1991)
- Linguistic Semantics: An introduction (1995)